# Тімоті Кларк Сміт
Тімоті Кларк Сміт (англ. Timothy Clark Smith) (14 червня 1821 — 25 лютого 1893) — американський дипломат, лікар та мандрівник. Консул США в Одесі у 1861—1875 роках.

## Життєпис
Народився 14 червня 1821 році в Монктоні, округ Аддісон, штат Вірджинія. Працював учителем і клерком у міністерстві фінансів США. Згодом отримав у 1855 році ступінь доктора медицини в університеті Нью-Йорка, він як хірург прийшов на службу в російську армію, де пропрацював до 1857 року.
У 1861—1875 рр. — американський консул в Одесі.
У 1878—1883 рр. — американський консул в Галаці.
Помер 25 лютого 1893 року у Міддлбері, округ Аддісон, штат Вірджинія. У нього був психічний розлад — тафофобія. Люди з таким розладом панічно бояться бути похованими живцем. Тому заповів поховати себе у могилі з віконцем. Ця могила дійсно незвичайна. Вона обладнана віконцем, через яке можна поглянути, що там всередині. Зараз скло запітніло, а 100 років тому, подивившись на нього, можна було побачити поховану особу. Похований у містечку Нью-Хейвен в американському штаті Вермонт. Тепер на його могилу ходять натовпи туристів!.